# Adam Rooney
Adam Christopher Rooney, född 21 maj 1988 i Dublin, är en irländsk fotbollsspelare (anfallare) som spelar för engelska Hereford. Han har tidigare spelat för bland annat Aberdeen och Salford City. 
Rooneys äldre bror, Mark, är en före detta fotbollsspelare. 

## Karriär
Den 13 mars 2020 värvades Rooney av Solihull Moors, där han skrev på ett kontrakt över säsongen 2021/2022. I augusti 2022 skrev Rooney på för Southern Football League Premier Division Central-klubben Stratford Town. I oktober 2022 gick han till National League North-klubben Brackley Town.
I juni 2023 gick Rooney till Hereford, där han fick en roll som spelande assisterande tränare.